# Loran Crittenden Anderson
Loran Crittenden Anderson (Idaho Falls, Idaho, 7 de febrero de 1936-24 de diciembre de 2022) fue un botánico estadounidense. Desarrolla actividades académicas en el Departamento de Ciencias Biológicas, Universidad Estatal de Florida. Realizó expediciones botánicas a República Dominicana

## Algunas publicaciones
- 1987. Boltonia apalachicolensis (Asteraceae): A New Species from Florida. Editor Am. Soc. of Plant Taxonomists, 6 pp.

- 1974. Haplappus and Other Astereae. Con Donald W. Kythos, Theodore Moswuin, A. Michael Powell, Peter H. Raven. 7 pp.

### Libros
- 1983. Chrysothamnus eremobius (Asteraceae): A New Species from Nevada. Editor New York Bot. Garden, 27 pp.

- 1974. A Study of Systematic Wood Anatomy in Cannabis. Botanical Museum leaflets 24 (2): 20 pp. Con Timothy C. Plowman. Editor Harvard Univ. 20 pp.

- 1971. Additional Chromosome Numbers in Chrysothamnus (Asteraceae). Editor Torrey Bot. Club, 225 pp.

- 1970. Studies on Bigelowia (Astereae, Compositae) 1. Morphology and Taxonomy. Editor W.F. Mahler, 15 pp.

- 1970. Floral Anatomy of Chrysothamnus (Astereae, Compositae). Editor W.F. Mahler, 503 pp.

- 1966. Cytotaxonomic Studies in Chrysothamnus (Asteraceae, Compositae). Editor Bot. Soc. of America, 212 pp.

- 1962. Studies on Petradoria (Compositae): Anatomy, Cytology, and Taxonomy. Editor Claremont Graduate School, 174 pp.

- 1959. Investigations in the Genus Chrysothamus. Editor Utah State Univ. Department of Botany, 60 pp.

## Honores

### Eponimia
Género
- (Asteraceae) Lorandersonia Urbatsch, R.P.Roberts & Neubig[3]

Especies
- (Acanthaceae) Justicia andersonii Wassh.[4]

- (Arecaceae) Oenocarpus × andersonii Balick[5]

- La abreviatura «L.C.Anderson» se emplea para indicar a Loran Crittenden Anderson como autoridad en la descripción y clasificación científica de los vegetales.[6]